# حمله به دبیرستان شاهد اردبیل
حمله به دبیرستان شاهد اردبیل در روز ۲۰ مهر ۱۴۰۱ در جریان خیزش ۱۴۰۱ ایران اتفاق افتاد. خبر این حادثه دو روز بعد در شبکه‌های اجتماعی منتشر شد، شعار «مرگ بر دیکتاتور» از سوی دانش‌آموزان، حضور نیروهای لباس شخصی در دبیرستان و حضور آمبولانس در مقابل دبیرستان در ویدئوهای این شبکه‌ها مشاهده می‌شد. در جریان این حمله که توسط مأموران امنیتی لباس شخصی انجام شد، یکی از دانش‌آموزان به نام اسرا پناهی کشته و تعدادی دیگری از دانش‌آموزان زخمی و بازداشت شدند.

## روایت ماجرا

### روایت حکومتی
در ابتدا خبر جان‌باختن، ضرب و شتم و دستگیری دانش آموزان توسط کلام‌الله صفری، مدیرکل آموزش و پرورش استان اردبیل، رد شد. سپس حامد عاملی، استاندار اردبیل، مواجهه میان نیروهای انتظامی و دانش‌آموزان را تأیید کرد. به گفته او مجموعه نیروهای انتظامی دانش‌آموزانی را که شعارهایی مثل «زن، زندگی، آزادی» سر می‌دادند به درون مدرسه هدایت کردند و اولیای دانش‌آموزان با مدیران مدرسه در اعتراض به اعزام بدون اجازه فرزندان آنها به «مراسم هفته وحدت» درگیر می‌شوند.

### دیگر روایت‌ها
به روایت رسانه‌های خارج از ایران این حمله درپی مقاومت دانش‌آموزان دختر در برابر حضور در تظاهرات حکومتی و اجرای سرود «سلام فرمانده» انجام شده‌است. آنها که بدون اطلاع خانواده و به زور در این مراسم شرکت کرده بودند، در واکنش به پخش این سرود شعار «مرگ بر دیکتاتور» سر داده‌اند.
شورای هماهنگی تشکل‌های صنفی فرهنگیان ایران، ابتدا از برخورد نیروهای امنیتی با دانش‌آموزان این دبیرستان خبر داد اما ساعاتی بعد این خبر را حذف کرد. این شورا در گزارش بعدیش مرگ اسرا پناهی، در جریان یورش نیروهای لباس شخصی به دبیرستان شاهد را «مسجل» شده دانست.
علی دایی، بازیکن سابق تیم ملی فوتبال ایران، از صحت گزارش‌ها دربارهٔ جان باختن اسرا پناهی به دلیل یورش نیروهای امنیتی به این مدرسه خبر داد. و سکوت در این‌باره را «حکم خیانت به انسانیت و میهن» دانست.